# سقاطة (جهاز)

الشكل أ: مكونات السقاطة التي تعتمد على ثلاثة قطع رئيسية.

السقاطة (بالإنجليزية: Ratchet)‏ هو جهاز ميكانيكي يسمح بإستمرار حركة الدوران في اتجاه واحد فقط ويمنع الحركة في الاتجاه المعاكس. ويتم هذا عن طريق ثلاثة مكونات كما في الشكل أ:
1. الترس: عجلة مسـنـنـة بشبه مثـلثـات أحد زواياها قائمة أو عمودية بطريقة مثالية من أحد أضلاعها، في حين الضلع المقابل يكون مائلا لكي يحقق إنزلاق السن.
2. السن: قطعة تمنع رجوع الترس إلى الاتجاه المعاكس.
3. القاعدة: هي الجسم االغير متحرك من السقاطة، ويثبث عليها المكونات (1) و (2).

الشكل ب: هو تمثيل حي لعمل السقاطة.
ويستخدم على نطاق واسع في الآلات والأدوات من بينها مفتاح الشقاطة.

الشكل ب: الترس يتحرك في إتجاه، والسن لا يسمح له بالرجوع ضد ذلك الاتجاه.

## معرض صور

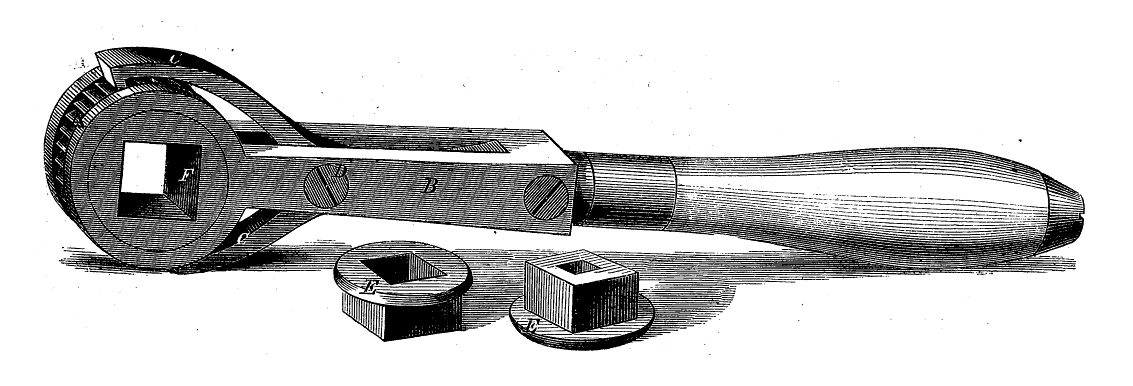
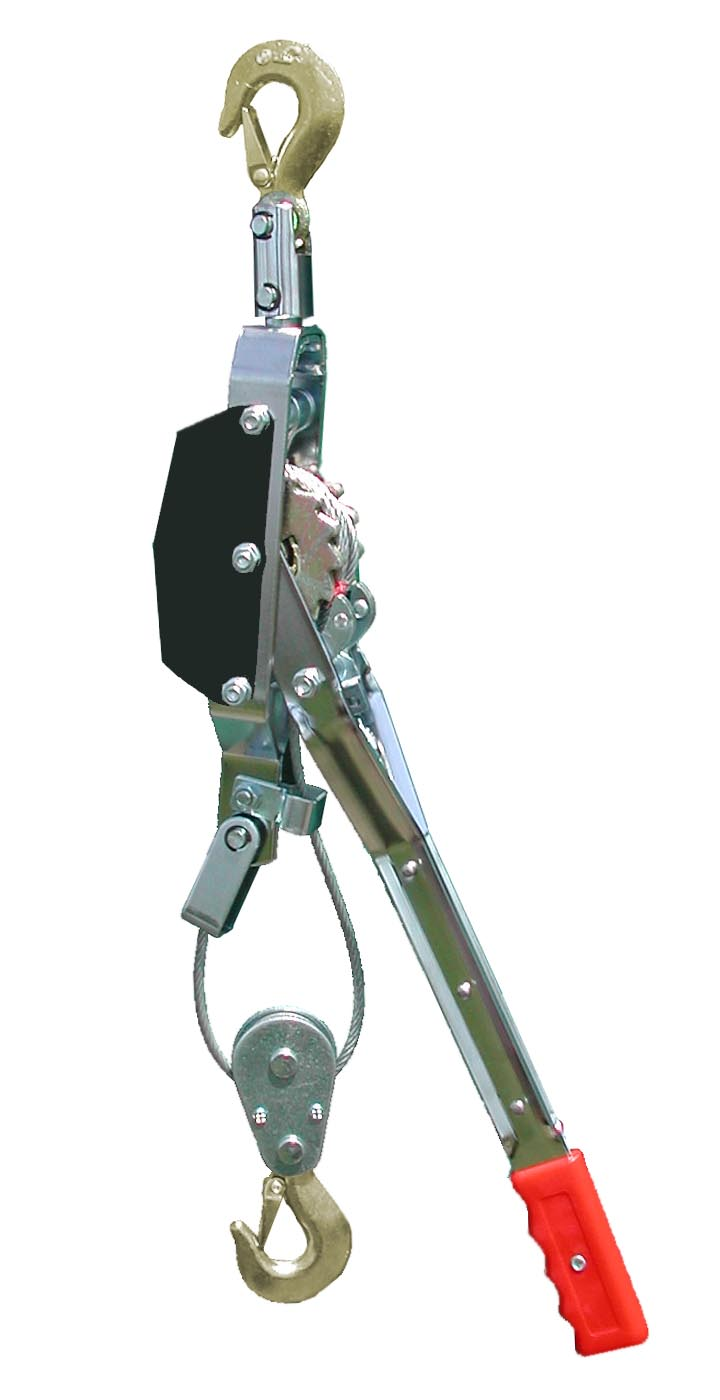
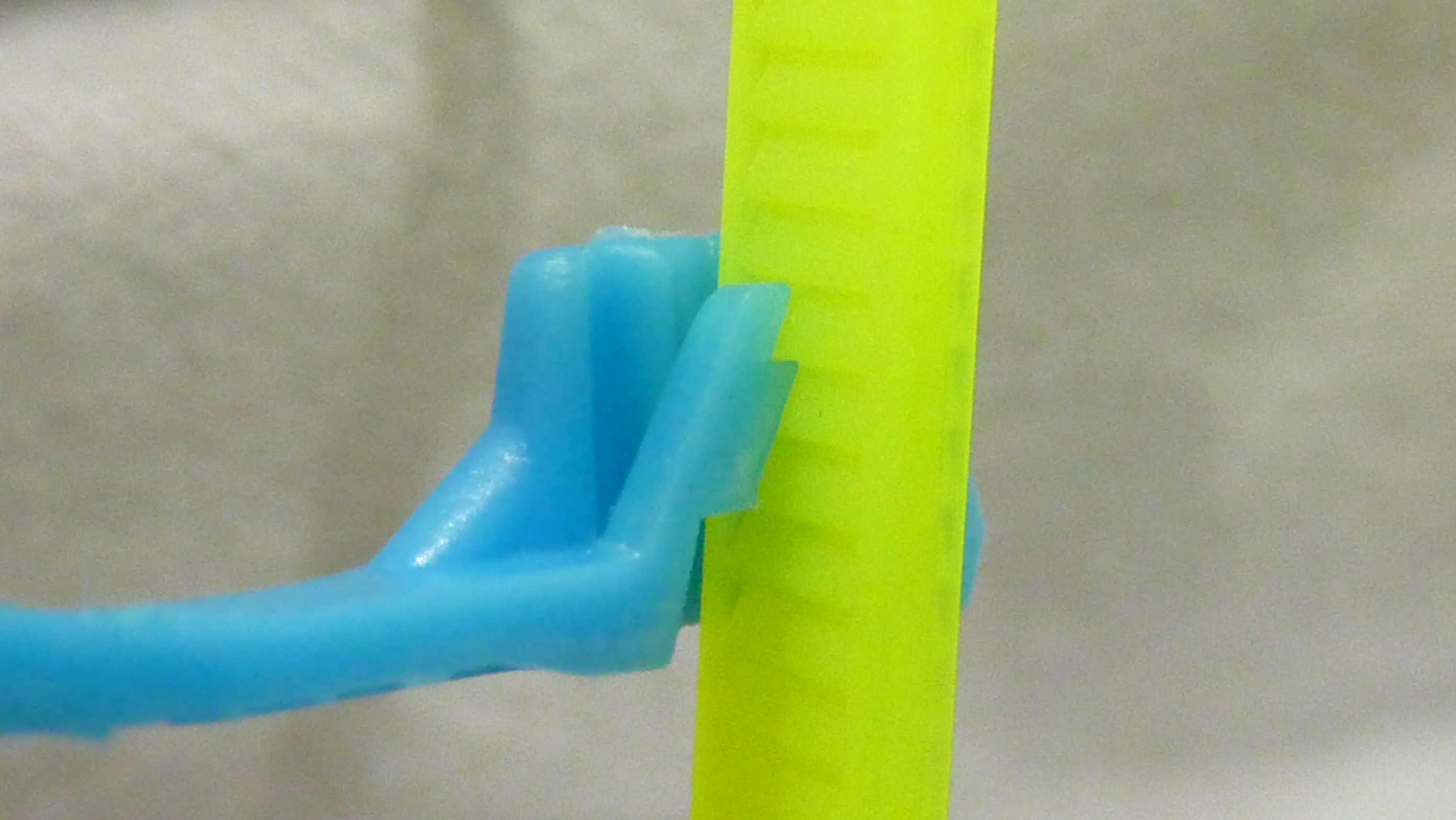